# Der Nussknacker und die vier Reiche
Der Nussknacker und die vier Reiche ist ein US-amerikanischer Fantasyfilm von Lasse Hallström und Joe Johnston nach einem Drehbuch von Ashleigh Powell und Simon Beaufoy, der am 1. November 2018 in die deutschen und am darauffolgenden Tag in die US-amerikanischen Kinos kam. Der Film basiert auf E. T. A. Hoffmanns Erzählung Nussknacker und Mausekönig sowie auf Tschaikowskis Ballett Der Nussknacker.

## Handlung
An einem Heiligabend im viktorianischen London überreicht Benjamin Stahlbaum seinen Kindern Louise, Clara und Fritz die letzten Weihnachtsgeschenke, die ihre kurz zuvor verstorbene Mutter Marie noch ausgesucht hat. Die natur- und ingenieurwissenschaftlich sehr begabte Clara glaubt, ihre Trauer nicht überwinden zu können. Sie bekommt eine eiförmige Schatulle, deren Spezialschloss sie allerdings nicht öffnen kann, sowie einen Zettel mit der Aufschrift „Alles was Du brauchst, ist im Inneren“ (Everything you need is inside). Nur widerwillig geht sie mit zum Fest im Hause ihres Patenonkels, des Ingenieurs Drosselmeyer, und gerät dort mit ihrem Vater, welcher der Konvention entsprechen und den Schein wahren möchte, in Streit. Von Drosselmeyer erfährt sie, dass dieser selbst dereinst die Eischatulle für ihre Mutter angefertigt hat. 
Als Clara wie die anderen Gäste einem Faden mit ihrem Namen zu ihrem Weihnachtsgeschenk folgt, gelangt sie in einen verschneiten Wald in einer magischen Parallelwelt. Dort schnappt ihr eine Maus das Weihnachtsgeschenk, den Schlüssel für das Ei, vor der Nase weg. Sie trifft Hauptmann Philip Hoffman, den Nussknacker, der die Brücke in das Vierte Reich bewacht. Von ihm erfährt Clara, dass sie in der Parallelwelt Prinzessin und Thronfolgerin ihrer Mutter Marie ist. Trotz Hoffmans Hilfe bei der Verfolgung der Maus und beider Kampf gegen den Mäusekönig und Mutter Ingwer, die Regentin des Vierten Reiches (ehemals Reich der Vergnügungen genannt), bekommt sie den Schlüssel nicht wieder. Hoffman bringt sie daraufhin zum Palast, wo Clara auf weitere seltsame Bewohner trifft: die Zuckerfee, die das Reich der Süßigkeiten regiert und ihr manche Besonderheit des Landes erklärt, Hagedorn, der Regent des Blumenreiches ist und versucht, den Frieden im Land zu bewahren, und Shiver, den Regenten des Reiches der Schneeflocken. Die Zuckerfee teilt Clara mit, dass eine dunkle Macht das Land bedrohe, und zeigt ihr eine von Marie entworfene Maschine. Mit dieser erschuf Marie das magische Land, indem sie Puppen und anderes Spielzeug zum Leben erweckte – genauso kann von der Maschine Lebendiges auch wieder zurückverwandelt werden. Nun soll aus Schachteln voller Zinnsoldaten eine Armee zur Verteidigung geschaffen werden. Allerdings wird für die Aktivierung der Maschine der Schlüssel benötigt.
Clara fasst all ihren Mut zusammen, und gemeinsam mit Hoffman begibt sie sich erneut auf die Suche nach Mutter Ingwer. Es stellt sich heraus, dass Mutter Ingwer in ihrer gigantischen, mechanischen Puppe wohnt. Diesmal gelingt es ihr, den Schlüssel zu erlangen. Zuerst öffnet Clara mit dem Schlüssel die Eischatulle, die aber nur eine simple Spieluhr zu sein scheint. Anschließend übergibt sie ihn, trotz der Warnung von Mutter Ingwer vor deren Lügen, der Zuckerfee. Diese startet damit die Maschine und übernimmt mit der nur ihr gehorchenden Zinnsoldatenarmee die Macht. Sie möchte sich dafür rächen, dass sie sich von Königin Marie verlassen und verstoßen fühlt, und hat über Mutter Ingwer Lügen verbreitet. Ihr Ziel ist die Eroberung aller Reiche. Nachdem Clara nun nicht mehr von Nutzen ist, wird sie zusammen mit Hoffman eingesperrt; auch Hagedorn und Shiver werden verhaftet. In der Zelle entdeckt Clara einen geheimen Mechanismus in der Spieluhr, der einen Spiegel verborgen hielt. Clara erkennt, dass mit der Botschaft ihrer Mutter sie selbst gemeint war, und nutzt ihr neues Selbstvertrauen sowie ihre technischen Kenntnisse, um gemeinsam mit Hoffman ihrem Gefängnis zu entkommen. Während der Nussknacker Mutter Ingwer dazu bringt, den Palast anzugreifen, führt eine Maus Clara in den Raum mit der Maschine. Clara verändert nun deren Einstellungen, und als die Zuckerfee die gefangengenommene Mutter Ingwer in ein Spielzeug zurückverwandeln will, wird stattdessen sie in eine Porzellanpuppe zurückverwandelt. Ohne Anführer bewegt sich nun auch die Armee nicht mehr. Clara wird von den Bewohnern des magischen Landes bejubelt, die Reiche sind wieder frei. Der Nussknacker bringt Clara zurück zum Portal im verschneiten Wald. Sie verspricht wiederzukommen und kehrt in ihre eigene Welt zurück. 
Bei ihrer Rückkehr stellt Clara fest, dass im viktorianischen London kaum Zeit vergangen ist. Clara versöhnt sich mit ihrem Vater und tanzt mit diesem zur Musik aus der Spieluhr – zu diesem Lied hat er auch das erste Mal mit Marie getanzt.

## Produktion
Das Projekt wurde zum ersten Mal am 4. März 2016 angekündigt und Lasse Hallström als Regisseur bestätigt.
Am 27. Juli 2016 wurde bekannt, dass Mackenzie Foy die Hauptrolle Clara verkörpern wird.
Die Kostüme wurden von der zweifachen Oscar-Preisträgerin Jenny Beavan entworfen, die in dieser Funktion zuletzt für Disney für Christopher Robin tätig war. Diese werden zwischen 29. Oktober und 5. November 2018 im Vue Cinema in Watford ausgestellt.
Die Filmmusik komponierte James Newton Howard und wurde vom Philharmonia Orchestra in London mit dem renommierten Dirigenten Gustavo Dudamel aufgenommen. Der Soundtrack zum Film, auf dem sich 17 Musikstücke befinden, darunter auch die von Lang Lang gespielte Nussknacker-Suite und das von Andrea Bocelli und Matteo Bocelli gesungene Lied Fall On Me, wurde am 26. Oktober 2018 von Walt Disney Records veröffentlicht. Insgesamt hatte James Newton Howard eineinhalb Jahre an dem Soundtrack gearbeitet, für den er nach eigener Aussage bei rund 20 Prozent auf Tschaikowskys Musik zurückgriff. Dabei versuchte er, die Musiksprache vom Nussknacker über den gesamten Film lebendig zu halten, sodass es sich anhört wie Teile des Nussknackers, den die Leute bisher einfach noch nicht kannten.
Der Film kam am 1. November 2018 in die deutschen und am darauffolgenden Tag in die US-amerikanischen Kinos. Seine US-Premiere feierte der Film bereits am 29. Oktober 2018 in Hollywood.
Vor der Premiere veröffentlichte Disney Press mit The Nutcracker and the Four Realms: The Secret of the Realms – Extended Novelization im Oktober 2018 ein Begleitbuch zum Film. Dieses wurde von Meredith Rusu gestaltet und basiert auf dem Drehbuch von Ashleigh Powell.

## Altersfreigabe
In Deutschland wurde der Film von der FSK ohne Altersbeschränkung freigegeben. In der Freigabebegründung heißt es: „Der aufwändige Film hat eine freundliche, warme Atmosphäre und stellt positive Identifikationsfiguren in den Mittelpunkt. Auch kleine Kinder können der Geschichte folgen und die Konflikte nachvollziehen. Es gibt mehrere fantasievolle Kampfszenen und leichte Schreckmomente, durch die Vorschulkinder emotional gefordert werden können. Diese Szenen werden jedoch immer durch entlastende Elemente abgemildert, sodass eine nachhaltige Ängstigung nicht zu befürchten ist. Zudem tragen viele heitere Momente sowie das lange Happy-End zur Entlastung bei.“ In einer Kritik der dpa wird erklärt, die Widrigkeiten, mit denen Clara zu kämpfen hat, seien nicht ohne: „Wenn sich Clara und der Nussknacker Phillip zu Mutter Ingwer wagen, arbeiten die Regisseure mit Elementen wie aus einem Gruselfilm. Wild lachende Horrorclowns kugeln, tanzen und hüpfen durch die Gegend. Soldaten werden vom Erdboden verschluckt. Und ein Kettenkarussell kracht mit Getöse zusammen. Bilder, die jüngere und empfindsamere Kinder ziemlich verschrecken dürften.“

## Auszeichnungen
Anfang Dezember 2018 wurde bekannt, dass sich der Film in der Vorauswahl für die Oscarverleihung 2019 in der Kategorie Beste visuelle Effekte befindet.
Annie Awards 2018
- Nominierung in der Kategorie Character Animation in a Live Action Production (Richard Oey et al.)[14]

Costume Designers Guild Awards 2019
- Nominierung in der Kategorie Sci-fi/Fantasy

## Synchronisation
Die deutsche Synchronisation entstand nach der Dialogregie und einem Dialogdrehbuch von Axel Malzacher im Auftrag der FFS Film- & Fernseh-Synchron GmbH, Berlin.
| Rolle                           | Darsteller           | Synchronsprecher  |
| ------------------------------- | -------------------- | ----------------- |
| Clara Stahlbaum                 | Mackenzie Foy        | Laura Elßel       |
| Zuckerfee                       | Keira Knightley      | Giuliana Jakobeit |
| Mutter Ingwer                   | Helen Mirren         | Karin Buchholz    |
| Onkel Drosselmeyer              | Morgan Freeman       | Wolf Frass        |
| Regent des Schneeflockenreiches | Richard E. Grant     | Frank Röth        |
| Hauptmann Phillip Hoffmann      | Jayden Fowora-Knight | Patrick Keller    |